# Нго Динь Ню
Нго Динь Ню (вьет. Ngô Ðình Nhu, 7 октября 1910 — 2 ноября 1963) — младший брат и главный советник по политическим вопросам первого президента Южного Вьетнама Нго Динь Зьема.
Родился в семье мандарина, служившего при дворе императора Тхань Тхая из династии Нгуен, в эпоху французского колониального господства, был четвёртым из шести сыновей. После того как французы свергли императора Тхань Тхая под предлогом его безумия, отец Нго Динь Ню в знак протеста ушёл в отставку и стал фермером.
Учился во Франции, окончив Национальную школу хартий, вернулся во Вьетнам из Франции после начала Второй мировой войны. Во время обучения, часто бывая в Латинском квартале, попал под влияние философии персонализма, созданной в 1930-е годы Эммануэлем Мунье и другими прогрессивными католическими деятелями. Наследники Мунье в Париже, издававшие левокатолический журнал Esprit, впоследствии осудили Ню как мошенника. В 1943 году Ню работал в Ханойской национальной библиотеке и женился на женщине Чан Ле Суан, которая позже станет известной как Мадам Ню. При этом был распространён слух, что у него тайный роман с тёщей, которая была старше его всего на шесть лет. Вскоре французы уволили Динь Ню из-за националистической деятельности, и он переехал в город Далат, став редактором газеты.
После того как французы потерпели поражение в Битве при Дьенбьенфу, старший брат Нго Динь Ню, Нго Динь Зьем, был назначен бывшим императором (а ныне номинальным главной Государства Вьетнам) Бао Даем премьер-министром. В начале 1955 года Французский Индокитай был упразднён, в результате чего Зьем получил временный фактический контроль над югом страны. На 23 октября 1955 года был назначен референдум, задачей которого было определить будущую форму правления на юге. Император Бао Дай выступал за восстановление монархии, Нго Динь Зьем — за установление республики. Референдум был проведён при поддержке семьи Ню тайной партией Кан-Лао, фактически выполнявшей функции тайной полиции, обеспечивавшей ему электоральную базу и осуществлявшую организацию и контроль за референдумом. Агитация за Бао Дая была фактически запрещена, и в итоге результаты референдума были сфальсифицированы, сторонников Бао Дая терроризировали нанятые Ню люди. Зьем получил 98,2 % голосов, в том числе 605025 голосов в Сайгоне, где было зарегистрировано только 450000 избирателей. Число голосовавших за Зьема также превысило число зарегистрированных избирателей и в других районах.
Ню также создал сеть тайных организаций из политиков, сотрудников служб безопасности, рабочих и построил структуру из ячеек по пять человек, чтобы шпионить за диссидентами и поощрять верных режиму Зьема.
2 ноября 1963 года генерал Зыонг Ван Минь совершил государственный переворот, в ходе которого Нго Динь Зьем и Нго Динь Ню были убиты.